# Yaeji
Kathy Yaeji Lee (en hangul, 캐시 예지 리; Nueva York, 6 de agosto de 1993), conocida simplemente como Yaeji (en hangul, 예지), es una cantante, artista visual y productora estadounidense de ascendencia surcoreana. Su obra está especializada en música electrónica y experimental, con letras en inglés y coreano.

## Biografía
Yaeji nació en Flushing (Queens), en la ciudad de Nueva York, siendo la hija única de una familia surcoreana. Cuando tenía cinco años sus padres se mudaron a Atlanta, y al cumplir los nueve emigraron a Corea del Sur para que ella cursase la educación básica en ese país, con breves estancias en China y Japón.
Después de completar la secundaria, regresó a Estados Unidos para cursar arte conceptual, diseño gráfico y estudios de Asia Oriental por la Universidad Carnegie Mellon de Pittsburgh, licenciándose en 2015. Mientras estudiaba allí mostró un mayor interés por la música electrónica, pues empezó a trabajar como DJ en fiestas e incluso aprendió a utilizar Ableton Live para producir sus propios temas.
Con 22 años se mudó a Brooklyn y se involucró en la escena musical neoyorquina, especializándose en remixes y sesiones de DJ. En marzo de 2017 publicó su primer EP bajo el sello independiente Godmode, «Yaeji», y ocho meses después lanzó un segundo trabajo titulado «EP2» que combinaba ritmos del trap y del house con un estilo minimalista. Tras darse a conocer entre medios especializados con sesiones en Boiler Room y un remix del «Passionfruit» de Drake, Yaeji lanzó sendos videoclips de dos canciones propias: «Raingurl» y «Drink I'm Sippin On».
«EP2» fue incluido entre los mejores discos de 2017 para la revista Pitchfork, así como en la lista BBC Sound of 2018. La repercusión de este trabajo le ha llevado a realizar giras internacionales, a actuar en festivales como Coachella y el Sónar, y a colaborar con otros artistas como Charli XCX («February 2017», junto a Clairo) y Robyn.
En 2019 firmó un contrato con XL Recordings para publicar su primer LP, «What We Drew», que salió a la venta en abril de 2020. Tres años después, el 7 de abril de 2023, publicó el segundo trabajo, «With A Hammer».

## Discografía

### EP
- Yaeji (2017, Godmode)
- EP2 (2017, Godmode)

### LP
- What We Drew (2020, XL Recordings)
- With a Hammer (2023, XL Recordings)